# Aleksandr Jevtoesjenko
Aleksandr Aleksandrovitsj Jevtoesjenko (Russisch: Александр Александрович Евтушенко; Majkop, 30 juni 1993) is een Russisch voormalig weg- en baanwielrenner.

## Baanwielrennen

### Palmares
| Jaar     | RK                                                                          | EK                                       | WK                                         | Overig                                           |
| Beloften | Beloften                                                                    | Beloften                                 | Beloften                                   | Beloften                                         |
| -------- | --------------------------------------------------------------------------- | ---------------------------------------- | ------------------------------------------ | ------------------------------------------------ |
| 2013     |                                                                             | Achtervolging                            |                                            |                                                  |
| 2014     |                                                                             | Ploegenachtervolging                     |                                            |                                                  |
| Elite    |                                                                             |                                          |                                            |                                                  |
| 2014     |                                                                             | Achtervolging                            | 7e Achtervolging                           |                                                  |
| 2015     |                                                                             |                                          | 5e Ploegenachtervolging 12er Achtervolging | WB Cali: · Ploegenachtervolging                  |
| 2016     |                                                                             |                                          |                                            |                                                  |
| 2017     | Achtervolging · Ploegenachtervolging · Puntenkoers · 4e Omnium · 5e Scratch | Ploegenachtervolging · 4e Achtervolging  | 5e Achtervolging 7e Ploegenachtervolging   | WB Cali: · Ploegenachtervolging                  |
| 2018     | Achtervolging · Ploegenachtervolging · 4e Omnium                            | 4e Achtervolging 6e Ploegenachtervolging | Achtervolging · 7e Ploegenachtervolging    | WB Minsk: · Ploegenachtervolging · Achtervolging |
| 2019     | Achtervolging                                                               | 7e Achtervolging                         | 4e Achtervolging                           |                                                  |
| 2020     | Achtervolging                                                               | Ploegenachtervolging · 4e Achtervolging  | 11e Achtervolging                          |                                                  |

## Wegwielrennen

### Overwinningen
2013
 Russisch kampioen tijdrijden, Beloften
2014
4e etappe Grote Prijs van Sotsji
 Russisch kampioen tijdrijden, Beloften
2015
 Russisch kampioen tijdrijden, Beloften
2017
1e etappe Ronde van Castilië en León
1e etappe Ronde van Cova da Beira
2018
Giro del Medio Brenta
2021
Proloog Vijf Ringen van Moskou

### Resultaten in voornaamste wedstrijden
|      | \| Jaar \| \| WK op de weg \| \| ---- \| \| ------------ \| \| 2019 \| \| opgave \| |              |
| Jaar |                                                                                     | WK op de weg |
| 2019 |                                                                                     | opgave       |

## Ploegen
- 2013 –  Helicopters
- 2013 –  RusVelo (stagiair vanaf 1 augustus)
- 2014 –  Russian Helicopters
- 2015 –  RusVelo
- 2016 –  Gazprom-RusVelo
- 2017 –  Lokosphinx
- 2018 –  Lokosphinx
- 2019 –  Gazprom-RusVelo (tot 30 juni)
- 2020 –  Spor Toto Cycling Team (vanaf 2 maart)

Andrejev · Antonov · Grigoriev · Jevtoesjenko · Koerbatov · Koestadintsjev · Komin · I. Kovaljov · J. Kovaljov · Leonov · Lobanov · Nytsj · Savitski · Sazanov · Tsjoersin · Zoebov
Arslanov · Balykin · Bojev · Firsanov · Foliforov · Ignatenko · Jersjov · Jevtoesjenko · Koerbatov · Koestadintsjev · Komin · Majkin · Nikolajev · Nytsj · Ovetsjkin · Pozdnijakov · Rybakov · Savitski · Serov · Solomennikov · Stasj
Arslanov · Bojev · Firsanov · Foliforov · Jersjov · Jevtoesjenko · Koerbatov · Koestadintsjev · Kolobnev · Majkin · Manakov · Nikolajev · Nytsj · Ovetsjkin · Rybalkin · Savitski · Serov · Sjaloenov · Solomennikov · Stasj · Svesjnikov · Zakarin
Ivsjin · Jevtoesjenko · Samolenkov · Sjilov · Sokolov · Stasj · Strachov · A.Vdovin · S.Vdovin · Zakarin
Jevtoesjenko · Samolenkov · Sokolov · Stasj · Strachov · Svesjnikov · A. Vdovin · S. Vdovin
Arslanov · Bojev · Jevtoesjenko · Kobernjak · Koelikov · Koelikovski · Koerbatov · Koerjanov · Nekrasov · Nytsj · Porsev · Rikoenov · Rovny · Rybalkin · Sjaloenov · Sjilov · Stasj · Tsjerkasov · Vlasov · Vorobjov · Landi (stagiair) · Popov (stagiair) · Vitoerin (stagiair)